# أكسل فيلانويفا
أكسل فيلانويفا (بالإسبانية: Axel Villanueva)‏ هو لاعب كرة قدم نيكاراغوي في مركز الوسط، ولد في 10 أغسطس 1989 في ماناغوا في نيكاراغوا. شارك مع منتخب نيكاراغوا لكرة القدم. أما مع النوادي، فقد لعب مع C.D. Walter Ferretti ‏.

## وصلات خارجية
- أكسل فيلانويفا على موقع الاتحاد الدولي (مؤرشف)  (الإنجليزية)
- أكسل فيلانويفا على موقع قاعدة بيانات كرة القدم.إي يو (الإنجليزية)
- أكسل فيلانويفا على موقع ناشيونال فوتبول تيمز (الإنجليزية)
- أكسل فيلانويفا على موقع Soccerway.com (الإنجليزية)